# كلايد لوكاس
كلايد لوكاس (بالإنجليزية: Clyde Lucas)‏ (11 أغسطس 1898 في أستراليا - 12 يناير 1988 في أستراليا) هو لاعب كريكت أسترالي. لعب مع فريق تسمانيا للكريكت.

## وصلات خارجية
- كلايد لوكاس على موقع إي آس بي آن كريك إنفو (الإنجليزية)